# Lia Scutari
Aurelia Scutari (Cavarzere, 18 novembre 1938 – Agliano Terme, 15 agosto 2011) è stata una cantante e attrice italiana.
Ha vinto nel 1960 la seconda edizione del Burlamacco d'oro con Briciole di baci.

## Biografia
Di famiglia contadina, il padre Ugo ha un mulino che gestisce con la moglie Elena Travaglini
. Nel 1950 cade nelle acque del Gorzone con altre bambine, ma viene salvata. Terminate le scuole medie, frequenta a Padova i corsi di economia domestica, dopodiché inizia a lavorare nel mulino di proprietà della famiglia; spinta dalla passione per la musica e spronata anche dal padre Ugo (che dopo il lavoro si esibisce come basso in una corale), la sera si esibisce in vari concorsi canori nella sua zona finché, nel 1958, si trasferisce a Milano e prende lezioni di canto dal maestro Federico Bergamini, che la mette in contatto con la casa discografica The Red Record.
La casa discografica la fa partecipare nello stesso anno alla prima edizione della Sei giorni della canzone (da lunedì 1 a sabato 6 dicembre); pochi mesi dopo è in gara al Festival del Juke Box di Rimini e pubblica i suoi primi 45 giri, accompagnata dal complesso dei Red Boys (gruppo di studio della casa discografica). Il 1960 è l'anno in cui partecipa al Burlamacco d'oro con Dolcemente, scritta per lei da Marino Marini e con Briciole di baci, di Mogol e Carlo Donida: proprio quest'ultima canzone vince la manifestazione, a pari merito con Bevo di Jimmy Fontana.
Sempre nello stesso anno ritorna alla Sei giorni della canzone con L'ombra. Nel 1961 vince il Festival di Pesaro con È ritornato il sole, in abbinamento con Flo Sandon's; nello stesso anno partecipa al Festival della Canzone Veneta con Caigo, in coppia con Maria Padovani e nuovamente alla  Sei giorni della canzone con Notte d'estate, scritta da Giorgio Calabrese.
Cambia poi casa discografica e continua l'attività, avvicinandosi alla musica folk. Nel 1963 incide l'album Se 'l mare fosse tocio..., in cui partecipa anche Nilla Pizzi con due canzoni. Nel 1974 registra insieme a Gipo Farassino, suo marito, lo spettacolo per la Rai C'è che vole e chi non pole: grassie li stesso, da cui viene tratto anche un 33 giri. Muore il 15 agosto 2011 ad Agliano Terme e viene sepolta a Pino Torinese.

## Discografia parziale

### Album
- 1963: Se 'l mare fosse tocio... (IPM, LIP 311; con Nilla Pizzi; ristampato in seguito con il titolo Venezia canta)

### Singoli
- 1960: Adonis/Voglio dormire (The Red Record, 10003)
- 1960: Notte mia/Amore senza sole (The Red Record, 10007)
- 1960: L'ombra/Quando i grilli cantano (The Red Record, 10020)
- 1960: Till/Non pensiamoci (The Red Record, 10021)
- 1960: Dolcemente/Briciole di baci (The Red Record, 10023)
- 1960: È ritornato il sole/Scandalo al sole (The Red Record, 10067)
- 1961: Tu sei simile a me/Faro di Bahia (The Red Record, 10072)
- 1961: Notte d'estate/Jolie chanson (The Red Record, 10111)
- 1961: Convegno/Sogni colorati (The Red Record, 10126)
- 1961: Calcutta/Che freddo (Nuova Enigmistica Tascabile, N 340; lato B cantato da Dick Vale)
- 1963: Ruby Baby/Il corsaro (SIR, TS 9025)
- 1964: La Balilla/Me compare Giacometo (Pig, PI 7172)
- 1964: Polenta e baccalà/I due gobetti (Pig, PI 7173)
- 1965: Radames/Vusto venire in Merica (Pig, PI 7211)
- 1965: Se ben che son dai monti/La famiglia dei gobbon (Pig, PI 7212)
- 1965: Moreto/Maria Gioana (Pig, PI 7213)
- 1965: Era bella come gli orienti/Val più un bicier di dalmato (Pig, PI 7214)

#### Singoli Flexy-disc
Sono incisi da un solo lato e allegati in omaggio alla rivista Il Musichiere:
- 1960: Cerasella rock (The Red Record, N. 20050) (Il Musichiere N° 61, 3 marzo)
- 1960: Notte mia (The Red Record, N. 20074) (Il Musichiere N° 85, 13 agosto)